# Abyss (telenovela)
Abyss (hangul: 어비스; rr: Eobiseu) é uma telenovela sul-coreana exibida pelo canal tvN de 6 de fevereiro a 28 de março de 2019, estrelada por Park Bo-young, Ahn Hyo-seop e Lee Sung-jae.

## Enredo
Go Se-yeon é uma linda advogada no topo de seu jogo, e Cha Min é seu amigo, um herdeiro pouco atraente, mas rico, de um império de cosméticos. Ambos são revividos em corpos diferentes por seres sobrenaturais usando um "Abismo" após a morte em incidentes separados. O "Abismo" é um objeto celeste que tem o poder de reviver qualquer coisa que tenha morrido; os corpos reencarnados assumem a aparência da alma dessa pessoa. Go Se-yeon assume uma aparência mais clara, enquanto Cha Min se torna muito atraente e jovem; praticamente o oposto de antes. Eles começam a trabalhar juntos para descobrir o motivo de seu avivamento e quem causou a morte de Go Se-yeon.

## Elenco

### Elenco principal
- Park Bo-young como Go Se-yeon e Lee Mi-Do
  - Kim Sa-rang como Go Se-yeon (antes de sua morte)
- Ahn Hyo-seop como Cha Min
  - Ahn Se-ha como Cha Min (antes de sua morte)
- Lee Sung-jae como Oh Yeong-cheol / Oh Seong-cheol

### Elenco de apoio
- Lee Si-eon como Park Dong-cheol
- Han So-hee como Jang Hee-jin / Oh Su-jin
- Kwon Soo-hyun como Seo Ji-Uk / Oh Tae-jin
- Yoon Yoo-sun como Eom Ae-ran
- Song Sang-Eun como Lee Mi-do
- Lee Chul-min como Park Gi-man
- Shim Yoon-bo como Senhor Kim

## Produção
A primeira leitura do roteiro ocorreu em fevereiro de 2019 em Sangam-dong, Seul, Coreia do Sul.

## Trilha sonora

### Parte 1
| Lançado em 14 de maio de 2019 |                          |                |         |  |
| N.º                           | Título                   | Artist         | Duração |  |
| 1.                            | "Into The Abyss"         | Suran Coogie   | 3:03    |  |
| 2.                            | "Into The Abyss" (Inst.) |                | 3:03    |  |
| Duração total:                | Duração total:           | Duração total: | 6:06    |  |

### Parte 2
| Lançado em 21 de maio de 2019 |                   |                |         |  |
| N.º                           | Título            | Artista        | Duração |  |
| 1.                            | "Fallin'"         | Kim Feel       | 3:34    |  |
| 2.                            | "Fallin'" (Inst.) |                | 3:34    |  |
| Duração total:                | Duração total:    | Duração total: | 7:08    |  |

### Parte 3
| Lançado em 4 de junho de 2019 |                |                |         |  |
| N.º                           | Título         | Artista        | Duração |  |
| 1.                            | "Stay"         | Kim Bo-hyung   | 4:08    |  |
| 2.                            | "Stay" (Inst.) |                | 4:08    |  |
| Duração total:                | Duração total: | Duração total: | 8:16    |  |

| Disc 2: |                                          |                |         |  |
| N.º     | Título                                   | Artista        | Duração |  |
| 1.      | "Abyss" (Tema de abertura)               | Im Ha-young    | 1:32    |  |
| 2.      | "Alien,Abyss and Resurrection"           | Im Ha-young    | 1:47    |  |
| 3.      | "Appearance Calling"                     | Im Ha-young    | 1:54    |  |
| 4.      | "Big Swirl"                              | Daniel Lee     | 1:00    |  |
| 5.      | "Couldn't happen if normal"              | Yoo Jung-hyung | 2:39    |  |
| 6.      | "Finding for clue"                       | Yoo Jung-hyung | 2:17    |  |
| 7.      | "Gloomy Pride"                           | Im Ha-young    | 1:40    |  |
| 8.      | "Good Idea"                              | Im Ha-young    | 1:32    |  |
| 9.      | "Infallible Operation"                   | Im Ha-young    | 1:22    |  |
| 10.     | "Mature Friendship"                      | Im Ha-young    | 1:03    |  |
| 11.     | "Party life after false accusation"      | Yoo Jung-hyung | 2:11    |  |
| 12.     | "Question being Answered"                | Yoo Jung-hyung | 1:43    |  |
| 13.     | "Rest during chaos"                      | Yoo Jung-hyung | 2:13    |  |
| 14.     | "Rules and Narration of Abyss"           | Im Ha-young    | 3:40    |  |
| 15.     | "Sly Looks"                              | Im Ha-young    | 2:34    |  |
| 16.     | "The thing that shouldn't have happened" | Yoo Jung-hyung | 2:02    |  |
| 17.     | "Their sad line"                         | Im Ha-young    | 1:49    |  |
| 18.     | "The man who's got his blood"            | Im Ha-young    | 2:18    |  |

## Recepção
Na tabela abaixo, os números azuis representam as audiências mais baixas e os números vermelhos representam as audiências mais elevadas.
| Episódio | Data de transmissão | Audiência média | Audiência média              | Audiência média |
| Episódio | Data de transmissão | AGB Nielsen     | AGB Nielsen                  |                 |
| Episódio | Data de transmissão | Em todo o país  | Região Metropolitana de Seul |                 |
| -------- | ------------------- | --------------- | ---------------------------- | --------------- |
| 1        | 6 de maio de 2019   | 3.858%          | 4.836%                       |                 |
| 2        | 7 de maio de 2019   | 3.682%          | 4.620%                       |                 |
| 3        | 13 de maio de 2019  | 3.142%          | 3.791%                       |                 |
| 4        | 14 de maio de 2019  | 3.219%          | 4.024%                       |                 |
| 5        | 20 de maio de 2019  | 2.743%          | 3.345%                       |                 |
| 6        | 21 de maio de 2019  | 3.346%          | 3.720%                       |                 |
| 7        | 27 de maio de 2019  | 2.365%          | 2.817%                       |                 |
| 8        | 28 de maio de 2019  | 2.339%          | 2.956%                       |                 |
| 9        | 3 de junho de 2019  | 2.704%          | 3.353%                       |                 |
| 10       | 4 de junho de 2019  | 2.251%          | 2.979%                       |                 |
| 11       | 10 de junho de 2019 | 2.273%          | 2.360%                       |                 |
| 12       | 11 de junho de 2019 | 2.156%          | 2.537%                       |                 |
| 13       | 17 de junho de 2019 | 2.151%          | 2.370%                       |                 |
| 14       | 18 de junho de 2019 | 2.035%          | 2.168%                       |                 |
| 15       | 24 de junho de 2019 | 2.043%          | 2.308%                       |                 |
| 16       | 25 de junho de 2019 | 2.282%          | 2.889%                       |                 |
| Média    | Média               | 2.662%          | 3.192%                       |                 |

- Este drama foi transmitido por um canal de televisão por assinatura, que normalmente tem um público relativamente menor em comparação com as emissoras de televisão abertas (KBS, SBS, MBC e EBS).

## Prêmios e indicações
| Ano  | Prêmio                  | Categoria        | Trabalho nomeado | Resultado | Ref.  |
| ---- | ----------------------- | ---------------- | ---------------- | --------- | ----- |
| 2019 | 12th Korea Drama Awards | Melhor novo ator | Ahn Hyo-seop     | Indicado  | [ 7 ] |